# Teckla Juel
Teckla Violanta Juel, född Suenssen 20 maj 1834 i Tönning, död 27 oktober 1904 i Köpenhamn, var en dansk författare. Hon var syster till Alfhilda Mechlenburg och Fanny Suenssen, också de författare.
Juel var intresserad av både musik och litteratur; hon skrev och komponerade sånger och gav som sextonåring ut sången Fiskerpigens Klagesang anonymt. Den blev en framgång och utkom i tre upplagor. Hon skrev också sångerna Vemod (1851), Længsel (1856) och Amors Rekrut (1858). Som författare debuterade hon med dikterna Ivan Mikkel (1860) och Den sorte Ravn (1861). Den senare publicerades under pseudonymen Johan Fedder. Hon debuterade som romanförfattare 1860 med kärleksberättelsen Clara, som publicerades som en följetong i tidningen Dagbladet. Den blev populär och nådde en bred skara läsare. Romanerna Planterens datter (1864) och I Jylland (1865) publicerades anonymt. De två efterföljande novellerna; Hans Lindberg. Jeppa (1866) och Blancogade Nummer Syv (1867) publicerades under pseudonymerna Carl Krone respektive Thorvald Thure. Hennes tre sista romaner; Hittebarnet (1870), Zigeunerbarnet (1871) och Karen (1874) publicerades under pseudonymen ”Af Forf. til ’Planterens Datter” och präglades av realismen och naturalismen. Hennes böcker blev översatta till tyska och svenska, och särskilt i Tyskland uppnådde dem en viss popularitet.
Tillsammans med sina systrar skrev hon barnboken Ej blot til Lyst (1880) och lustspelen En Skilsmisse (1872) och Et Ægteskab i Fare (1873).